# Pteromenes paradisiacus
Pteromenes paradisiacus är en stekelart som först beskrevs av Giordani Soika 1941.  Pteromenes paradisiacus ingår i släktet Pteromenes och familjen Eumenidae. Inga underarter finns listade i Catalogue of Life.